# Prinsendam (schip, 1988)
De Prinsendam, voorheen Seabourn Sun en Royal Viking Sun, was een cruiseschip in dienst van de Holland-Amerika Lijn (HAL). Het is in 1988 te water gelaten als de Royal Viking Sun voor de Royal Viking Line. Nadat het in 2002 in dienst van de HAL kwam, is het Prinsendam genoemd. Omdat het kleiner is dan de meeste andere schepen van de Holland-Amerika Lijn, kan het in kleinere havens aanleggen. De reizen duren meestal 30-70 dagen. In 2019 gaf de nieuwe eigenaar Phoenix Reisen het schip de naam Amera.
Begin maart 2007 werd de Prinsendam geraakt door een monstergolf van 21 meter. Het liep ernstige schade op, voornamelijk aan glaswerk en meubels. De schade werd gerepareerd en de reis ging verder, wel met vertraging van een paar uur.
Tot mei 2014 had de Prinsendam de haven van Amsterdam als haven van afvaart en aankomst. Sinds 24 mei 2014 was dat de haven van IJmuiden.
In de zomer van 2018 werd aangekondigd dat de Prinsendam verkocht werd aan Phoenix Reisen. Het schip werd teruggecharterd door de HAL en bleef varen tot 1 juli 2019. Als laatste bezocht het als Prinsendam Amsterdam op 1 juli 2019. Op 2 juli 2019 ging het dok 11 bij Blohm+Voss in Hamburg binnen voor ombouw en verliet het dok op 11 augustus 2019. Op 12 augustus 2019 vertrok het schip als MS Amera van Hamburg naar Bremerhaven voor haar eerste cruise voor Phoenix.

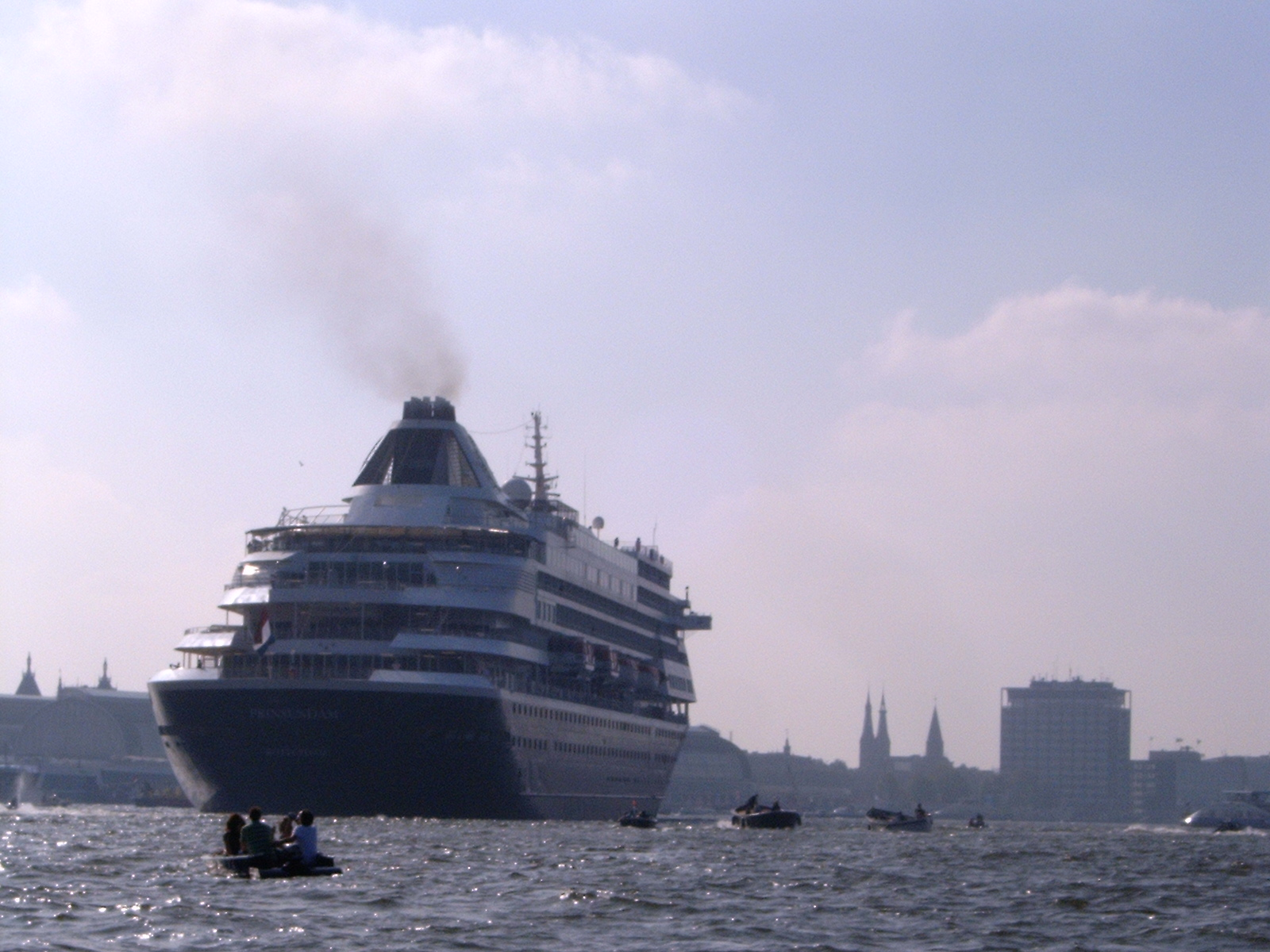
De Prinsendam verlaat de haven van Amsterdam